# Agalmyla beccarii
Agalmyla beccarii är en tvåhjärtbladig växtart som beskrevs av Charles Baron Clarke. Agalmyla beccarii ingår i släktet Agalmyla och familjen Gesneriaceae. Inga underarter finns listade i Catalogue of Life.